# Bockenheimer Warte (metrostation)
U-Bahnhof Bockenheimer Warte (Bockenheimer Warte) is een ondergronds station van de U-Bahn gelegen in het stadsdeel Westend van Frankfurt am Main. De metrotreinen van de U-Bahn-lijnen U4, U6 en U7 stoppen hier.